# Amilton Minervino da Silva
Amilton Minervino da Silva, noto anche con lo pseudonimo di Amilton (Pernambuco, 12 agosto 1989), è un calciatore brasiliano, attaccante dell'Esenler Erokspor.